# أليل البنزين
أليل البنزين (أو فينيل البروبين) هو مركب كيميائي يرتبط فيه حلقةالبنزين بمجموعة الأليل، الفينيل بروبين يعتبر من السلائف هناك العديد من المركبات المهمة التي تحضر باستخدام أليل البنزين أهمها الأوجينول والشافيكول والسافرول والأستراجول تتواجد هذه المركبات دائماً في الزيوت العطرية فمثلاً السافرول يتواجد في زيت الكافور وفي الزيت العطري لنبات الساسفراس ومركب الأوجينول يتواجد في القرنفل ومركب الشافيكول يتواجد ي زيت نبات التنبول.